# Wereldkampioenschap voetbal 2002 (kwalificatie)
199 teams schreven zich in voor de kwalificatie van het Wereldkampioenschap voetbal 2002. Gastlanden Japan en Zuid-Korea alsmede titelverdediger Frankrijk waren automatisch geplaatst.
Voor Europa waren vijftien tickets beschikbaar, in vergelijking met het vorige WK plaatsten Frankrijk, Duitsland, Italië, Spanje, Kroatië, Engeland, België en Denemarken zich opnieuw. Roemenië, Oostenrijk en Noorwegen werden uitgeschakeld door respectievelijk Slovenië, Turkije en Polen. Joegoslavië werd door zowel Rusland als door Slovenië uitgeschakeld, Nederland door zowel Ierland als Portugal. De plaatsen van Bulgarije en Schotland werden ingenomen door Zweden.
Voor Zuid-Amerika plaatsten Brazilië, Argentinië en Paraguay zich opnieuw, Chili en Colombia werden uitgeschakeld door Ecuador en Uruguay.
Voor Noord-Amerika plaatsten Mexico en de Verenigde Staten zich wederom, Costa Rica schakelde Jamaica uit.
Voor Afrika waren Nigeria, Kameroen, Zuid-Afrika en Tunesië aanwezig, Senegal schakelde Marokko uit.
Zuid-Korea, Japan en Saoedi-Arabië vertegenwoordigden Azië opnieuw, China nam de plaats in van Iran, dat door Ierland werd uitgeschakeld.

## Gekwalificeerde landen

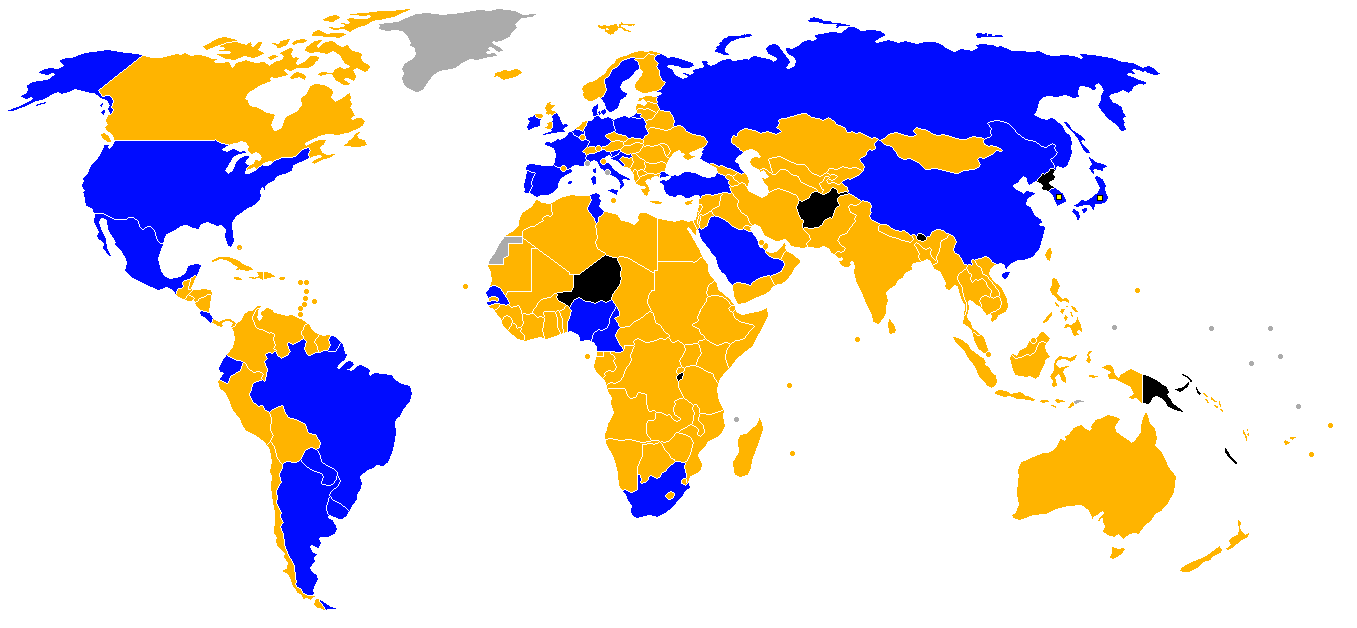
Gekwalificeerd voor het Wereldkampioenschap
Niet gekwalificeerd voor het Wereldkampioenschap
Niet ingeschreven voor de kwalificaties
Geen FIFA-lid

| FIFA-lid         | Confederatie | Kwalificatie                              | Kwal. datum      | Aantal dln. (incl. 2002) | Dln. op rij | Eerste dln. | Laatste dln. | Titels (excl. 2002) | Beste prestatie |
| ---------------- | ------------ | ----------------------------------------- | ---------------- | ------------------------ | ----------- | ----------- | ------------ | ------------------- | --------------- |
| Kameroen         | CAF          | Winnaar Groep 1                           | 1 juli 2001      | 5e                       | 4           | 1982        | 1998         | 0                   | Kwartfinale     |
| Nigeria          | CAF          | Winnaar Groep 2                           | 29 juli 2001     | 3e                       | 3           | 1994        | 1998         | 0                   | Achtste finale  |
| Senegal          | CAF          | Winnaar Groep 3                           | 21 juli 2001     | 1e                       | n.v.t.      | n.v.t.      | n.v.t.       | n.v.t.              | n.v.t.          |
| Tunesië          | CAF          | Winnaar Groep 4                           | 15 juli 2001     | 3e                       | 2           | 1978        | 1998         | 0                   | Groepsfase      |
| Zuid-Afrika      | CAF          | Winnaar Groep 2                           | 1 juli 2001      | 2e                       | 2           | 1998        | 1998         | 0                   | Groepsfase      |
| Zuid-Korea       | AFC          | Gastland                                  | 31 mei 1996      | 6e                       | 5           | 1954        | 1998         | 0                   | Vierde          |
| Japan            | AFC          | Gastland                                  | 31 mei 1996      | 2e                       | 2           | 1998        | 1998         | 0                   | Achtste finale  |
| Saoedi-Arabië    | AFC          | Winnaar finalegroep A                     | 21 oktober 2001  | 3e                       | 3           | 1994        | 1998         | 0                   | Achtste finale  |
| China            | AFC          | Winnaar finalegroep B                     | 7 oktober 2001   | 1e                       | 1           | n.v.t.      | n.v.t.       | n.v.t.              | n.v.t.          |
| Frankrijk        | UEFA         | Kampioen 1998                             | 12 juli 1998     | 11e                      | 2           | 1930        | 1998         | 1                   | Winnaar         |
| Rusland          | UEFA         | Winnaar groep 1                           | 6 oktober 2001   | 2e                       | 1           | 1994        | 1994         | 0                   | Groepsfase      |
| Portugal         | UEFA         | Winnaar groep 2                           | 6 oktober 2001   | 3e                       | 1           | 1966        | 1986         | 0                   | Derde           |
| Denemarken       | UEFA         | Winnaar groep 3                           | 6 oktober 2001   | 3e                       | 2           | 1986        | 1998         | 0                   | Kwartfinale     |
| Zweden           | UEFA         | Winnaar groep 4                           | 5 september 2001 | 10e                      | 1           | 1934        | 1994         | 0                   | Tweede          |
| Polen            | UEFA         | Winnaar groep 5                           | 1 september 2001 | 6e                       | 1           | 1938        | 1986         | 0                   | Derde           |
| Kroatië          | UEFA         | Winnaar groep 6                           | 6 oktober 2001   | 2e                       | 2           | 1998        | 1998         | 0                   | Derde           |
| Spanje           | UEFA         | Winnaar groep 7                           | 5 september 2001 | 11e                      | 7           | 1934        | 1998         | 0                   | Vierde          |
| Italië           | UEFA         | Winnaar groep 8                           | 6 oktober 2001   | 15e                      | 11          | 1934        | 1998         | 3                   | Winnaar         |
| Engeland         | UEFA         | Winnaar groep 9                           | 6 oktober 2001   | 11e                      | 2           | 1950        | 1998         | 1                   | Winnaar         |
| België           | UEFA         | Winnaar play-off                          | 14 november 2001 | 11e                      | 6           | 1930        | 1998         | 0                   | Vierde          |
| Duitsland        | UEFA         | Winnaar play-off                          | 14 november 2001 | 15e                      | 13          | 1934        | 1998         | 3                   | Winnaar         |
| Slovenië         | UEFA         | Winnaar play-off                          | 14 november 2001 | 1e                       | 1           | n.v.t.      | n.v.t.       | n.v.t.              | n.v.t.          |
| Turkije          | UEFA         | Winnaar play-off                          | 14 november 2001 | 2e                       | 1           | 1954        | 1954         | 0                   | Groepsfase      |
| Ierland          | UEFA         | Intercontinentaal play-off (UEFA–AFC)     | 15 november 2001 | 3e                       | 1           | 1990        | 1994         | 0                   | Kwartfinale     |
| Costa Rica       | CONCACAF     | Finaleronde 1e                            | 5 september 2001 | 2e                       | 1           | 1990        | 1990         | 0                   | Groepsfase      |
| Mexico           | CONCACAF     | Finaleronde 2e                            | 11 november 2001 | 12e                      | 3           | 1930        | 1998         | 0                   | Kwartfinale     |
| Verenigde Staten | CONCACAF     | Finaleronde 3e                            | 7 oktober 2001   | 7e                       | 4           | 1930        | 1998         | 0                   | Derde           |
| Argentinië       | CONMEBOL     | Nr. 1 CONMEBOL                            | 15 augustus 2001 | 13e                      | 7           | 1930        | 1998         | 2                   | Wereldkampioen  |
| Ecuador          | CONMEBOL     | Nr. 2 CONMEBOL                            | 14 november 2001 | 1e                       | 1           | n.v.t.      | n.v.t.       | n.v.t.              | n.v.t.          |
| Brazilië         | CONMEBOL     | Nr. 3 CONMEBOL                            | 14 november 2001 | 17e                      | 17          | 1930        | 1998         | 4                   | Wereldkampioen  |
| Paraguay         | CONMEBOL     | Nr. 4 CONMEBOL                            | 8 november 2001  | 6e                       | 2           | 1930        | 1998         | 0                   | Achtste finale  |
| Uruguay          | CONMEBOL     | Intercontinentaal play-off (CONMEBOL–OFC) | 25 november 2001 | 10e                      | 1           | 1930        | 1990         | 2                   | Wereldkampioen  |